# Liste der Monuments historiques in Barbey
Die Liste der Monuments historiques in Barbey führt die Monuments historiques in der französischen Gemeinde Barbey auf.

## Liste der Objekte
| Bezeichnung                                                        | Beschreibung           | Standort                                        | Kennzeichnung | Schutzstatus | Datum | Bild |
| ------------------------------------------------------------------ | ---------------------- | ----------------------------------------------- | ------------- | ------------ | ----- | ---- |
| Grabplatte für Demoiselle Perenelle, fille d’un seigneur de Barrey | Stein, 13. Jahrhundert | in der Kirche Notre-Dame de l’Assomption (Lage) | PM77000058    | Classé       | 1902  |      |